# Селајна (Тенеси)
Селајна (енгл. Celina) град је у америчкој савезној држави Тенеси.

## Демографија
По попису из 2010. године број становника је 1.495, што је 116 (8,4%) становника више него 2000. године.
| Група             | 2000.         | 2010.         |
| Белци             | 1.319 (95,6%) | 1.413 (94,5%) |
| Афроамериканци    | 19 (1,4%)     | 19 (1,3%)     |
| Азијати           | 4 (0,3%)      | 1 (0,1%)      |
| Хиспаноамериканци | 8 (0,6%)      | 47 (3,1%)     |
| Укупно            | 1.379         | 1.495         |